# 貿易平衡
貿易平衡，又稱平衡貿易，是一個與自由貿易相對的模式，指一個國家的貨物出口價值和入口價值需要保持大致平衡，而不能出現巨額貿易順差或貿易逆差。這通常需要透過政府對出口和入口作出干預才能達成。這種貿易的方式雖然與自由貿易不同，但也可以有公平貿易的效果。